# Geher-Länderkampf der Männer/Frauen/Junioren/Juniorinnen 1994 Italien A – Deutschland – Australien – Frankreich – Großbritannien – Italien B – Russland – Slowakei – Schweden – Spanien - Ungarn
| 1. Leichtathletik-Länderkampf mit deutscher Beteiligung 1994 | 1. Leichtathletik-Länderkampf mit deutscher Beteiligung 1994                                                             |
| --- | --- |
| | |
| Gehervergleich der Männer/Frauen/Junioren/Juniorinnen: Italien A – Deutschland – Australien – Frankreich – Großbritannien – Italien B – Russland – Slowakei – Schweden – Spanien – Ungarn | |
| Austragungsort | Livorno |
| Wettbewerbe | Männer: 2 / Frauen: 1 Junioren/Juniorinnen: je 1                                                                         |
| Datum | 12. Juni |
| 01. RUS 02. ESP 03. ITA A 04. GER 05. SVK 06. HUN 07. FRA 08. ITA B 09. AUS 10. GBR 11. SWE                                                                                               | 445 Punkte 405 Punkte 404 Punkte 364 Punkte 316 Punkte 313 Punkte 306 Punkte 216 Punkte 168 Punkte 153 Punkte 101 Punkte |
| Chronik | |
| ← letzter LK 1993: 00FRA-GER-RUS-SUI 007kampf (U22-F) | ITA-GER-RUS U23 (M) → |

Der erste Saisonvergleich des Länderkampfjahres 1994 bestand erneut in einem Aufeinandertreffen der Geherinnen und Geher, das zum inzwischen fünften Mal ausgetragen wurde, in diesem Jahr am 12. Juni in der italienischen Hafenstadt Livorno.. Zu den von 1990 bis 1992 beteiligten sieben Ländern Australien, Deutschland (1990 noch mit den damaligen beiden deutschen Staaten), Frankreich, Großbritannien, Italien, Schweden und Spanien kamen mit Belarus, Mexiko, Polen, Russland und Slowakei noch fünf Teams dazu. Australien – im letzten Jahr nicht dabei – kam wieder hinzu und Ungarn war nun ein neuer Mitstreiter, während Belarus, Mexiko und Polen diesmal nicht teilnahmen. Für die Altersgruppe Junioren gibt es keine näheren Altersangaben. Am ehesten ist deshalb davon auszugehen, dass es sich um die Altersgruppe der bis zu 21-jährigen Nachwuchsathletinnen und -athleten handelt. Der diesjährige Gastgeber Italien startete mit einem A- und einem B-Team, sodass wieder ein Elfländerkampf zustande kam. 1990 hatte die DDR vorne gelegen, die Bundesrepublik war Fünfter geworden. 1991 hatten die deutschen Geher gesiegt, im Jahr 1992 Italien und 1993 Belarus, das 1994 diesen Erfolg wiederholte.

## Modus
Auf dem Programm standen Gehwettbewerbe für Frauen, Männer, Junioren und Juniorinnen. Für die Männer gab es Wettkämpfe über zwei Streckenlängen. Die Distanzen betrugen wie bei Länderkämpfen üblich 20 und 35 Kilometer. Die Frauen und Junioren bestritten je einen Wettbewerb über 10 Kilometer. Die Streckenlänge des Juniorinnenwettkampfs betrug 5 Kilometer. Zum System der Punkteverteilung, der Anzahl der Geher pro Land und zu den Teilwertungen liegen keine Angaben vor.

## Ergebnis
Die Einzelwertungen der Männerwettbewerbe gingen beide an Spanien. Bei den Frauen siegte eine Geherin des Teams Italien A. Bei den Junioren lagen russische Vertreter sowohl im männlichen als auch weiblichen Wettkampf vorn. Auch die Gesamtwertung gewann Russland mit 445 Punkten vor Spanien (405 Punkte). Das Team Italien A wurde mit 404 Punkten Dritter vor Deutschland (364 Punkte) und der Slowakei (316 Punkte). Neuling Ungarn kam als Sechster auf 313 Punkte, Frankreich als Siebter auf 306 Punkte. Italien B erreichte mit 216 Punkten Rang acht. Die Ränge neun, zehn und elf belegten Australien (168 Punkte), Großbritannien (153 Punkte) und Schweden (101 Punkte).

## Legende
Kurze Übersicht zur Bedeutung der Symbolik – so üblicherweise auch in sonstigen Veröffentlichungen verwendet:
| DSQ | disqualifiziert |

## Resultate Männer

### 20 km Gehen
| Platz | Athlet              | Land  | Zeit (h) |
| ----- | ------------------- | ----- | -------- |
| 01    | Valentí Massana     | ESP   | 1:20:54  |
| 02    | Thierry Toutain     | FRA   | 1:21:20  |
| 03    | Giovanni Perricelli | ITA A | 1:21:42  |
| 04    | Michele Didoni      | ITA A | 1:21:44  |
| 05    | Sándor Urbanik      | HUN   | 1:21:55  |
| 06    | Daniel Plaza        | ESP   | 1:22:00  |
| 07    | Robert Ihly         | GER   | 1:22:18  |
| 08    | Jean-Claude Corre   | FRA   | 1:22:24  |
| 00…   |                     |       |          |
| 11    | Ronald Weigel       | GER   | 1:23:11  |
| 24    | Michael Lohse       | GER   | 1:27:41  |
| 26    | Markus Pauly        | GER   | 1:27:53  |

### 35 km Gehen
| Platz | Athlet              | Land  | Zeit (h) |
| ----- | ------------------- | ----- | -------- |
| 01    | Jesús Ángel García  | ESP   | 2:31:06  |
| 02    | Waleri Spizyn       | RUS   | 2:32:01  |
| 03    | René Piller         | FRA   | 2:32:04  |
| 04    | Arturo Di Mezza     | ITA A | 2:33:03  |
| 05    | Stefan Malik        | SVK   | 2:33:04  |
| 06    | Giuseppe De Gaetano | ITA A | 2:33:28  |
| 07    | Alain Lemercier     | FRA   | 2:34:44  |
| 08    | Peter Tichý         | SVK   | 2:35:50  |
| 00…   |                     |       |          |
| 22    | Volkmar Scholz      | GER   | 2:42:29  |
| 24    | Thomas Prophet      | GER   | 2:43:31  |
| 26    | Peter Zanner        | GER   | 2:44:45  |
| DSQ   | Thomas Wallstab     | GER   |          |

## Resultat Frauen

### 10 km Gehen
| Platz | Athletin            | Land  | Zeit (min) |
| ----- | ------------------- | ----- | ---------- |
| 01    | Annarita Sidoti     | ITA A | 41:46      |
| 02    | Elisabetta Perrone  | ITA A | 42:15      |
| 03    | Larissa Romanassowa | RUS   | 42:31      |
| 04    | Beate Gummelt       | GER   | 42:36      |
| 05    | Julia Odsiljajewa   | RUS   | 42:40      |
| 06    | Tamara Kowalenko    | RUS   | 42:50      |
| 07    | Mária Urbanik       | HUN   | 42:53      |
| 08    | Cristina Pellino    | ITA A | 42:55      |
| 00…   |                     |       |            |
| 11    | Kathrin Boyde       | GER   | 43:41      |
| 14    | Simone Thust        | GER   | 44:44      |
| 19    | Ute Vollmann        | GER   | 45:58      |

## Resultat Junioren

### 10 km Gehen
| Platz | Athlet                | Land  | Zeit (min) |
| ----- | --------------------- | ----- | ---------- |
| 01    | Jewgeni Smaljuk       | RUS   | 41:43      |
| 02    | Oleg Isjutkin         | RUS   | 41:52      |
| 03    | Andreas Erm           | GER   | 42:05      |
| 04    | Erik Kalina           | SVK   | 42:33      |
| 05    | Peter Barto           | SVK   | 42:33      |
| 06    | Sebastiano Catania    | ITA A | 42:52      |
| 07    | Nikolai Iwanow        | RUS   | 42:59      |
| 08    | Marcos Carracedo Rama | ESP   | 43:03      |
| 00…   |                       |       |            |
| 15    | Arian Rodel           | GER   | 43:43      |
| 17    | Johannes Schmidt      | GER   | 44:04      |
| 18    | Sten Reichel          | GER   | 44:16      |

## Resultat Juniorinnen

### 5 km Gehen
| Platz | Athletin             | Land | Zeit (min) |
| ----- | -------------------- | ---- | ---------- |
| 01    | Irina Stankina       | RUS  | 21:30      |
| 02    | Natascha Trofimowa   | RUS  | 21:33      |
| 03    | Tanja Gudkowa        | RUS  | 21:53      |
| 04    | María Vasco          | ESP  | 22:00      |
| 05    | Monika Pesti         | HUN  | 22:05      |
| 06    | Olga Panjerowa       | RUS  | 22:09      |
| 07    | Jana Weidemann       | GER  | 22:24      |
| 08    | Dana Pinkert         | GER  | 22:29      |
| 00…   |                      |      |            |
| 11    | Melanie Seeger       | GER  | 23:28      |
| 13    | Denise Friedenberger | GER  | 23:40      |